# Ruben Markussen
Ruben Markussen, művésznevén Ruben (1995. március 23. –) norvég énekes, dalszerző.

## Magánélete
Ruben 1995. március 23-án született a körülbelül 300 fős Bjarkøy faluban, a Harstad községben, Észak-Norvégiában. Homoszexualitását nyíltan vállalja, Marcus Hauge Norlival van kapcsolatban.

## Zenei karrierje
Debütáló dala, a "Walls" a VG-lista Top 20-as Single listáján 8. helyen végzett. Ennek következtében az ország fővárosába, Osloba költözött, hogy folytassa karrierjét. 2018-ban jelölték a norvég P3 Rádió által szervezett Gull díjátadó legjobb új előadójának. Ugyanebben az évben kiadta a "The Half" és a "Lay by Me" című dalokat, utóbbi szintén 8. helyen végzett a VG-lista toplistáján. A két legjobb eredményt elért dal ezután felkerült a svéd Sverigetopplistan Top 60-as listájára is. Ezután kötött szerződést a Universal Music-kal. 2019-ben megjelent "Melancolic" elnevezésű középlemezen, amelyen 5 dal szerepelt. 2020-ban "Burn Down This Room" és "Dear God" című dalai mellett bekerült "Pink Jacket" szerzeménye a norvég eurovíziós selejtező, a Melodi Grand Prix, elődöntőjébe, amelyet Alexandru adott elő. A dalnak végül nem sikerült továbbjutnia a műsor döntőjébe. 2021-ben "Mama Don't Know" című dala jelent meg.

## Diszkográfia

### Középlemezek
- Melancholic (2019)
- Animosity (2021)

### Kislemezek
- Walls (2017)
- The Half (2018)
- Lay by Me (2018)
- Power (2019)
- So High (2019)
- As Long As I Break Your Heart (2019)
- Burn Down This Room (2020)
- Dear God (2020)
- Mama Don't Know (2021)
- Running (2021)
- Candy (2021)
- Cry You a River (2022)

### Közreműködések
- Heading Home (2020, Alan Walker)